# Euritina eurita
Euritina eurita är en mossdjursart som först beskrevs av d'Orbigny 1851.  Euritina eurita ingår i släktet Euritina och familjen Aspidostomatidae. Inga underarter finns listade i Catalogue of Life.